# Vinylogie
Vinylogie is het concept in de organische chemie waarbij functionele groepen zijn gescheiden door een dubbele binding of een geconjugeerd systeem, waardoor ze eenzelfde reactiviteit vertonen alsof ze naast elkaar zouden staan. De dubbele binding dient als elektronentransfer; dit komt tot uiting bij het genereren van de resonantiestructuren. Het concept van vinylogie werd in 1926 geïntroduceerd door de Duitse scheikundige Rainer Ludwig Claisen om bepaalde zure eigenschappen van butaandion en gerelateerde ketoaldehyden te verklaren. Een klassiek voorbeeld wordt gevonden bij carbonzuren: deze kunnen worden opgevat als zijnde een combinatie van een ketonfunctie en een alcoholfunctie. Wanneer nu deze functionele groepen gescheiden worden door een dubbele binding, ontstaat een geconjugeerd systeem met het keton, waardoor de keton- en alcoholfunctie als het ware kunnen blijven communiceren met elkaar.

## Voorbeeld
Vinylogie kan best worden beschreven aan de hand van een voorbeeld: de reactiviteit van een carboxylaat is vergelijkbaar met die van een geconjugeerd keto-alkoxide.
De resonantiestructuren geven weer dat beide structuren in staat zijn om een negatieve lading op beide zuurstofatomen te lokaliseren.

## Vinyloge reacties
Reacties die bepaalde functionele groepen, zoals een aldehyde of keton, als precursor gebruiken, kunnen ook uitgevoerd worden met hun vinylische analoga. Zo is een vinyloge aldolcondensatie een reactie tussen een keton en een geconjugeerd alcohol (enol):